# Gareth Coppack
Gareth Coppack (* 10. April 1980) ist ein walisischer Snookerspieler aus Rhyl im Norden von Wales. In der Saison 2007/08 spielte er ein Jahr auf der Profitour.

## Karriere
Gareth Coppack begann mit 9 Jahren mit dem Snookerspielen. Er gewann Juniorentitel in Wales und Großbritannien und gehörte walisischen Auswahlmannschaften an. Mit 17 Jahren war er bei der ersten Austragung der Junioreneuropameisterschaft der unter 19-Jährigen dabei und kam nach einem Sieg über Andrew Norman bis ins Halbfinale. Bereits im Jahr darauf nahm er an der UK Tour teil, in der um die Qualifikation für die Profitour gespielt wurde, aber er spielte nur eine Partie im ersten Turnier. Auch an den für Amateure offenen Profiturnieren nahm er Jahr für Jahr teil, aber mit wenig Erfolg. In der Saison 2001/02 spielte er dann drei Turniere der Challenge Tour und kam bei einem davon unter anderem mit einem Sieg über Stefan Mazrocis bis unter die Letzten 32. Im Jahr darauf verlor er allerdings alle seine Auftaktspiele bis auf eines. 2003/04 kam er wieder bei einem Turnier unter die Letzten 32 und in der Qualifikation für die Profiweltmeisterschaft bis in Runde 4. 2004 war dann erstmals ein Achtelfinale dabei. Alle Versuche brachten ihn aber nicht in die Nähe des Profistatus. Er gab diesen Weg auf und nahm 2005 erst einmal eine einjährige Auszeit vom Snooker.
Danach kehrte er erfolgreich in den walisischen Amateursnooker zurück und schaffte es 2007 direkt an die Spitze der nationalen Rangliste. Die walisische Nummer 1 bekam aber auch eine Wildcard des Landesverbands für die Main Tour und so wurde Coppack mit 27 Jahren Profi. Er begann die Saison 2007/08 erfolgreich mit einem 5:3-Sieg über den Schotten James McBain beim Shanghai Masters. Doch mit nur 2 Siegen aus 7 Partien schied er beim Grand Prix bereits in der Gruppenphase aus. Und bei den folgenden vier Turnieren verlor er jeweils sein Auftaktmatch. Dabei musste er nach einer knappen 8:9-Niederlage gegen David Morris bei der UK Championship bei den Welsh Open gleich wieder gegen den Iren antreten und verlor deutlich.
Daneben spielte er auch noch die Pontins-Pro-Am-Tour (6 Turniere für Profis und Amateure). Er besiegte Spieler wie Mark King und Mark Joyce und kam zweimal bis ins Viertelfinale. Damit qualifizierte er sich auf für das Grand Final, wo er die Runde der Letzten 32 erreichte. Die Serie wurde aber nicht für die Weltrangliste gewertet.
Bei der Weltmeisterschaft gelang ihm dann sein bestes Ranglistenergebnis. Er besiegte erst Kurt Maflin mit 10:9 und 12 Punkten Vorsprung im Entscheidungsframe und gewann dann auch noch gegen seinen Landsmann Paul Davies mit 10:8. Danach verlor er aber in der Runde der Letzten 64 klar gegen den Ex-Weltmeister John Parrott. Es war jedoch das letzte Turnier der Saison und in der Rangliste hatte er es mit diesen Ergebnissen nur auf Platz 83 von 96 Spielern geschafft. Damit verlor er nach einem Jahr seinen Profistatus wieder und unternahm auch keinen weiteren Anlauf zur Rückkehr auf die Main Tour mehr.
Nach seiner Sportkarriere ließ sich Coppack als selbstständiger Gas- und Heizungsinstallateur in seiner Heimatstadt Rhyl nieder.